# Oedheim
Oedheim (tiếng Đức: [ˈøːthaɪm] ⓘ) nằm ở huyện Heilbronn, tây bắc bang Baden-Württemberg, Đức. Đô thị này có diện tích 21,24 km², dân số thời điểm 31 tháng 12 năm 2021 là 6544 người.